# Kaltenhausen (Havelsee)

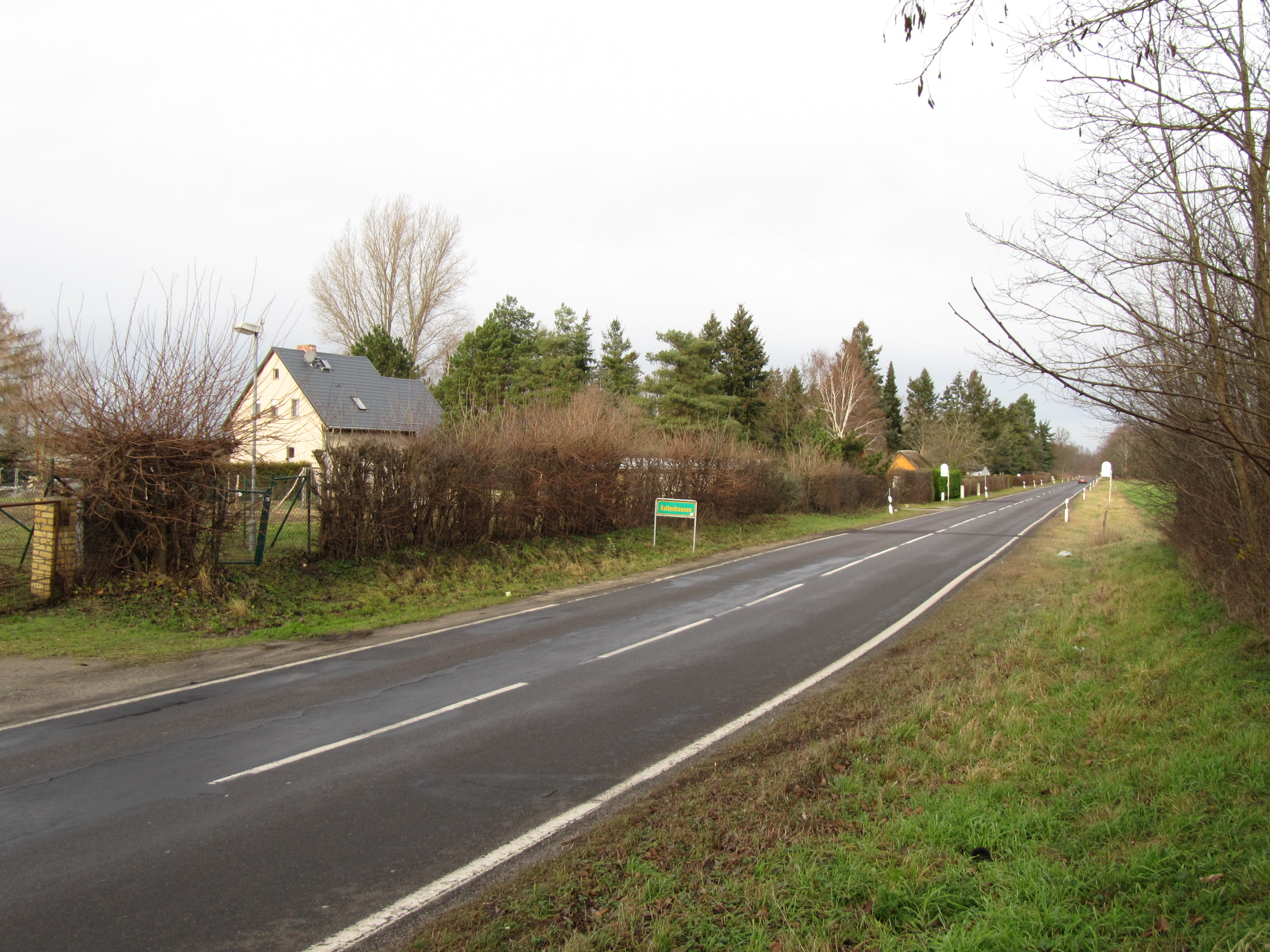
Kaltenhausen an der L 962

Kaltenhausen [kaltn̩ˈhaʊ̯zn̩] ist ein Wohnplatz der Stadt Havelsee und gehört innerhalb der Stadt rechtlich zum Ortsteil Briest. Er liegt südlich des Dorfes Briest an der Landesstraße 962. 

## Geschichte
Kaltenhausen wurde erstmals 1541 noch ohne Nennung eines Namens als Schäferei urkundlich erwähnt. 1580 wurde der Weiler erstmals Kaltenhausen bezeichnet. Es wird vermutet, dass sich der Name von kalten, also verlassenen Häusern ableitet. Darüber wird angenommen, dass es im Gebiet eine Wüstung gab. Auch in späteren Jahren bestand Kaltenhausen einzig aus einer Schäferei. Bis 1772 gehörte Briest und mit ihm Kaltenhausen zum Gut beziehungsweise Amt Plaue, das nach Süden der nächstgelegene Ort war, und ging 1772 an die Stadt Brandenburg, in deren Besitz es bis ins 19. Jahrhundert blieb.
In neuerer Zeit wurden Kaltenhausen aufgrund seiner Lage direkt an der Havel für Bauherren von Eigenheimen attraktiv und einige Einfamilien- und Wochenendhäuser wurden errichtet.